# Султанаев, Яудат Талгатович
Яудат Талгатович Султанаев (род. 19 июля 1948 года) — математик. Профессор, доктор физико-математических наук.

## Биография
Родился 19 июля 1948 года.
Окончил Башкирский государственный университет (1971) (ныне Уфимский университет науки и технологий), кандидат физико-математических наук (1974), доктор физико-математических наук (1989), профессор (1990).
Заслуженный деятель науки и техники РБ (1997). Почетный работник высшей школы РФ (2001). Заслуженный деятель науки Российской Федерации (2010).
Работал в Башкирском государственном университете (ныне Уфимский университет науки и технологий), проректор по учебной работе (с 2001).
Работает в Башкирском государственном педагогическом университете имени М. Акмуллы
Автор более 100 научных работ.

## Научная деятельность
Спектральная теория дифференциальных операторов, асимптотическая теория дифференциальных уравнений.
Изучены спектральные свойства сингулярных неполуограниченных дифференциальных операторов. Установлены двусторонние тауберовы теоремы для преобразований Стильтьеса.
Исследованы спектральные характеристики пучков сингулярных дифференциальных операторов.

## Список публикаций
- А. М. Ахтямов, В. А. Садовничий, Я. Т. Султанаев Обратные задачи Штурма-Лиувилля с нераспадающимися краевыми условиями. — М.: Изд-во Московского университета, 2009, тир. 1000 экз., ISBN 978-5-211-05557-5.
- Асимптотика спектра обыкновенных дифференциальных операторов в вырожденном случае. Дифференциальные уравнения. — 1982. — Т. 18. — № 10.
- Об индексах дефекта и спектре неполуограниченного оператора Штурма-Лиувилля. ДАН СССР. — 1984. — Т.276. — № 5.
- Об индексах дефекта и спектре одномерных сингулярных дифференциальных операторов в вырожденном случае // ДАН СССР. — 1985. — Т.284. — № 3.
- Асимптотика решений обыкновенных дифференциальных уравнений в вырожденном случае // Труды семинара им. И. Г. Петровского. 1988. Вып. 13. С. 36-55.
- Об оценке отрицательного спектра оператора, полуограниченного снизу // Математические заметки. — 1991. — Т. 50. — Вып. 6.
- Асимптотическое поведение решений сингулярного уравнения Штурма-Лиувилля // Доклады РАН. — 1994. — .Т. 335. -№ 6.
- Обратная задача Штурма-Лиувилля. Теорема единственности и контрпримеры // Докл. Академии наук. 2006. Т. 411, № 6. С. 747—750 (в соавт.).
- Разрешимость обратной задачи Штурма-Лиувилля с нераспадающимися краевыми условиями // Там же. 2007. Т. 412, № 1. С. 26-28 (в соавт.).